# ألان س. كاري
ألان س. كاري (بالإنجليزية: Alan C. Carey)‏ هو مؤرخ أمريكي، ولد في 1962 في كاليفورنيا في الولايات المتحدة.